# Galtara fasciata
Galtara fasciata är en fjärilsart som beskrevs av Aurivillius 1897. Galtara fasciata ingår i släktet Galtara och familjen björnspinnare. Inga underarter finns listade i Catalogue of Life.